# Ryszard Mojak
Ryszard Mojak (ur. 1 stycznia 1959 w Biłgoraju, zm. 2 września 2022) – polski prawnik, nauczyciel akademicki, profesor nadzwyczajny w Katedrze Prawa Konstytucyjnego na Wydziale Prawa i Administracji Uniwersytetu Marii Curie-Skłodowskiej w Lublinie oraz profesor nadzwyczajny Uniwersytetu Przyrodniczo-Humanistycznego w Siedlcach; specjalista w dziedzinie prawa konstytucyjnego, teorii państwa i prawa oraz prawa wyznaniowego. W latach 2012–2014 prorektor UMCS.

## Życiorys
W latach 1979–1983 studiował na Wydziale Prawa i Administracji UMCS na kierunku administracja i prawo. 20 czerwca 1992 uzyskał stopień doktora nauk prawnych. 5 grudnia 2007 na podstawie rozprawy habilitacyjnej pt. Parlament a rząd w ustroju Trzeciej Rzeczypospolitej Polskiej otrzymał stopień doktora habilitowanego.
14 lutego 1983 został zatrudniony w Zakładzie (Katedrze) Prawa Konstytucyjnego UMCS. Obejmował tam kolejno stanowiska: asystent stażysta, asystent, starszy asystent, adiunkt i profesor nadzwyczajny. W latach 1983–1985 odbył aplikację sędziowską w Sądzie Wojewódzkim w Lublinie, zakończoną egzaminem sędziowskim. Od 1 września 2012 do 15 kwietnia 2014, kiedy to został odwołany w trybie nadzwyczajnym przez Kolegium Elektorów, pełnił funkcję prorektora UMCS. Na UMCS pracował do 2020.

## Zainteresowania naukowe
Zajmował się konstytucjonalizmem II Rzeczypospolitej, ustrojem konstytucyjnym organów władzy wykonawczej w Polsce, transformacją ustroju politycznego w państwach Europy Środkowej i Wschodniej (w szczególności ustrojem politycznym Ukrainy), teorią prawa i legislacją oraz polskim prawem wyznaniowym.

## Dorobek naukowy
Był autorem lub współautorem ponad 100 publikacji naukowych, w tym: autorem pięciu monografii, współautorem sześciu podręczników i skryptów naukowych, autorem ponad sześćdziesięciu studiów i artykułów naukowych, redaktorem naukowym (lub współredaktorem) pięciu publikacji książkowych.

## Działalność naukowa i zawodowa
- wiceprezes Zarządu Polskiego Towarzystwa Prawa Wyznaniowego (2008–2012)
- członek Zarządu Polskiego Towarzystwa Prawa Konstytucyjnego (od 1998)
- członek Derecho Constitutional Latinoamerico (od 2001)
- członek Lubelskiego Towarzystwa Naukowego (od 1992)
- przedstawiciel Prezydenta RP w Komisji Konstytucyjnej Zgromadzenia Narodowego (1996–1997)
- doradca prawny Ministra - Szefa Biura Bezpieczeństwa Narodowego (1996–1997)
- kierownik Podyplomowego Studium Konstytucjonalizmu UMCS i KUL (1995–2000)
- ekspert prawny Kancelarii Prezydenta RP i Kancelarii Sejmu RP
- członek Rady Głównej Szkolnictwa Wyższego VII i VIII kadencji (1999–2005)
- członek Prezydium Rady Głównej Szkolnictwa Wyższego (2003–2005)
- członek Rady Programowej Humanistycznych Zeszytów Naukowych „Prawa Człowieka" (1997–2006)
- członek Kolegium Redakcyjnego „Studia Iuridica Lublinensia"

## Ważniejsze publikacje
- Konstytucjonaliści polscy 1918–2011. Sylwetki uczonych (red. wspólnie z Andrzejem Szmytem i Pawłem Sarneckim, Warszawa 2012
- Parlament a rząd w ustroju Trzeciej Rzeczypospolitej Polskiej, Lublin 2007
- [współautor] Rada Ministrów, organizacja i funkcjonowanie, pod red. A. Bałabana, Zakamycze 2002
- Republika Ukrainy [w:] Ustroje państw współczesnych, pod red. E. Gdulewicz, t. II, Wyd. UMCS, Lublin 2002
- Prezydent RP [w:] Księga Dziesięciolecia Polski Niepodległej (1989-1999), pod red. W. Kuczyńskiego, Wyd. Fundacja Księgi Dziesięciolecia Polski Niepodległej i United Publishers & Productions, Warszawa 2001
- Konstytucyjny system rządów w Rzeczypospolitej Polskiej, „Rejent" 2000, nr 4
- [współautor] Polskie prawo konstytucyjne, pod red. W. Skrzydło, Lublin 1997 (wyd. XII, Lublin 2008)
- Pozycja ustrojowa Prezydenta RP w świetle nowej Konstytucji RP, „Państwo i Prawo" 1997, nr 11–12
- Instytucja Prezydenta Rzeczypospolitej Polskiej w okresie przekształceń ustrojowych, Warszawa 1994 (wyd. 2, Lublin 1995)
- [współautor] Konkordat w świetle prawa konstytucyjnego [w:] Nowy konkordat a prawo polskie, pod red. J. Krukowskiego, Warszawa 1994
- Problematyka prawna wolności sumienia i wyznania w Polsce Ludowej, Warszawa 1989

## Nagrody, wyróżnienia i odznaczenia
- I nagroda „Państwo i Prawo" w XXXV konkursie na najlepsze prace habilitacyjne i doktorskie za rozprawę doktorską pt. Pozycja prawna Prezydenta Rzeczypospolitej Polskiej w okresie transformacji ustrojowej (1989-1991)
- I nagroda „Przeglądu Sejmowego” w 2008 r. w konkursie na najlepsze prace doktorskie i habilitacyjne za pracę habilitacyjną pt. Parlament a rząd w ustroju Trzeciej Rzeczypospolitej Polskiej
- wyróżniony czterokrotnie nagrodą Ministra Edukacji Narodowej i Sportu (2001, 2002, 2004 i 2005)
- wyróżniony trzykrotnie nagrodą Rektora UMCS (III stopnia w 1990 r. oraz I stopnia 1995 i 1999)
- odznaczony Złotym Krzyżem Zasługi (1997)